# 버니 맥
버니 맥(Bernie Mac, 1958년 10월 5일 - 2008년 8월 9일)은 미국의 영화 배우이다.
버니는 생전에 트랜스포머, 오션스 일레븐, 오션스 트웰브 등을 통해 대중에 널리 알려진 배우였다. 2001년부터 2006년까지 폭스 네트워크를 통해 방송된 TV 프로그램 '버니 맥 쇼'에서 수많은 시청자들에게 웃음을 선사하며 2차례 에미상과 골든 글러브상 후보로 지명됐고 4차례 NAACP 이미지 상을 수상하기도 했다. 2008년 8월 9일(현지시간) 오전 미국 시카고 노스웨스턴 메모리얼 병원에서 폐렴합병증 투병중 향년 50세로 사망하였다.

## 출연 작품
- 올드 독스 (2009)
- 소울 맨 (2008)
- 마다가스카 2 (2008)
- 프라이드 (2007)
- 트랜스포머 (2007)
- 오션스 13 (2007) - 프랭크 캐턴 역
- 형사 가제트의 최대의 사건 (2005)
- 게스 후? (2005)
- 미스터 3000 (2004)
- 오션스 트웰브 (2004)
- 지미 키멜 라이브! (2003)
- 헤드 오브 스테이트 (2003)
- 나쁜 산타 (2003)
- 미녀 삼총사 2 - 맥시멈 스피드 (2003)
- 마음대로 훔쳐라 (2001)
- 오션스 일레븐 (2001)
- 오리지널 킹스 오브 코미디 (2000)
- 에디 머피의 라이프 (1999)
- 플레이 클럽 (1998)
- 하우 투 비 어 플레이어 (1997)
- 더블 데이트 대소동 (1997)
- 콤비 걸 (1997)
- 돈 비 어 메니스 투 사우스 센트럴 와일 드링킹 유어 쥬스 인 더 후드 (1996)
- 버스를 타라 (1996)
- 더 워킹 데드 (1995)
- 프라이데이 (1995)
- 할렘 덩크 (1994)
- 하우스 파티 3 (1994)
- 누가 왕초지? (1993)